# Stenatherina
Stenatherina is een monotypisch geslacht van straalvinnige vissen uit de familie van koornaarvissen (Atherinidae).

## Soort
- Stenatherina panatela Jordan & Richardson, 1908